# The Tell-Tale Shells
The Tell-Tale Shells è un film del 1912 diretto da Allan Dwan. Prodotto dall'American Film Manufacturing Company (con il nome Flying A), fu distribuito dalla Film Supply Company e uscì in sala il 18 luglio 1912. Era interpretato da Marshall Neilan e Pauline Bush. L'attrice, in seguito, sposerà Allan Dwan).

## Produzione
Il film fu prodotto dalla American Film Manufacturing Company (con il nome Flying A).

## Distribuzione
Distribuito dalla Film Supply Company, il film uscì nelle sale cinematografiche USA il 18 luglio 1912.